# Шерстюк, Татьяна Александровна
Татьяна Алекса́ндровна Шерстюк (род. 10 августа 1981) — современный российский художник, куратор.

## Биография
Родилась 10 августа 1981 года. В 2003 году окончила МГТУ им. Косыгина по специальности художник (факультет прикладного искусства).
В 2004 году поступает в аспирантуру Parsons School of Design в Нью-Йорке, США. В 2006 окончила Институт Телевидения и Радиовещания Останкино. В 2009 году окончила Институт проблем современного искусства.
На творчество Татьяны Шерстюк большое влияние оказало взаимодействие с представителями московского концептуализма. С 2001 года участвует в отечественных и зарубежных выставках, среди которых Дакарская международная биеннале современного искусства, Московская биеннале современного искусства, Московская международная биеннале молодого искусства. В числе её проектов, как самостоятельные, так и в соавторстве с Антоном Николаевым, Денисом Мустафиным, Алексеем Сысоевым, Виктором Скерсисом, Неддой Аль-Мадани, Ксенией Подойницыной. Работы находятся в частных и государственных коллекциях. В 2016 году Татьяна Шерстюк исполнила главную женскую роль в художественном фильме «Raison D’Etre». С 2018 года читает авторские лекции по современному искусству. В 2017, 2018 годах вошла в рейтинг признанных авторов России Inart. Победитель VI Сессии программы Фабричные мастерские (Центр творческих индустрий «Фабрика») в номинации «Выставка на Фабрике».

## Персональные выставки
- «72 оборота вокруг единственного и неповторимого», Центр творческих индустрий «Фабрика», Москва, 2019[12][13][14][15][16]. Проект реализован в рамках программы «Фабричные мастерские. Сессия VI» и вошёл в параллельную программу Московской биеннале современного искусства[17][18][19][20].

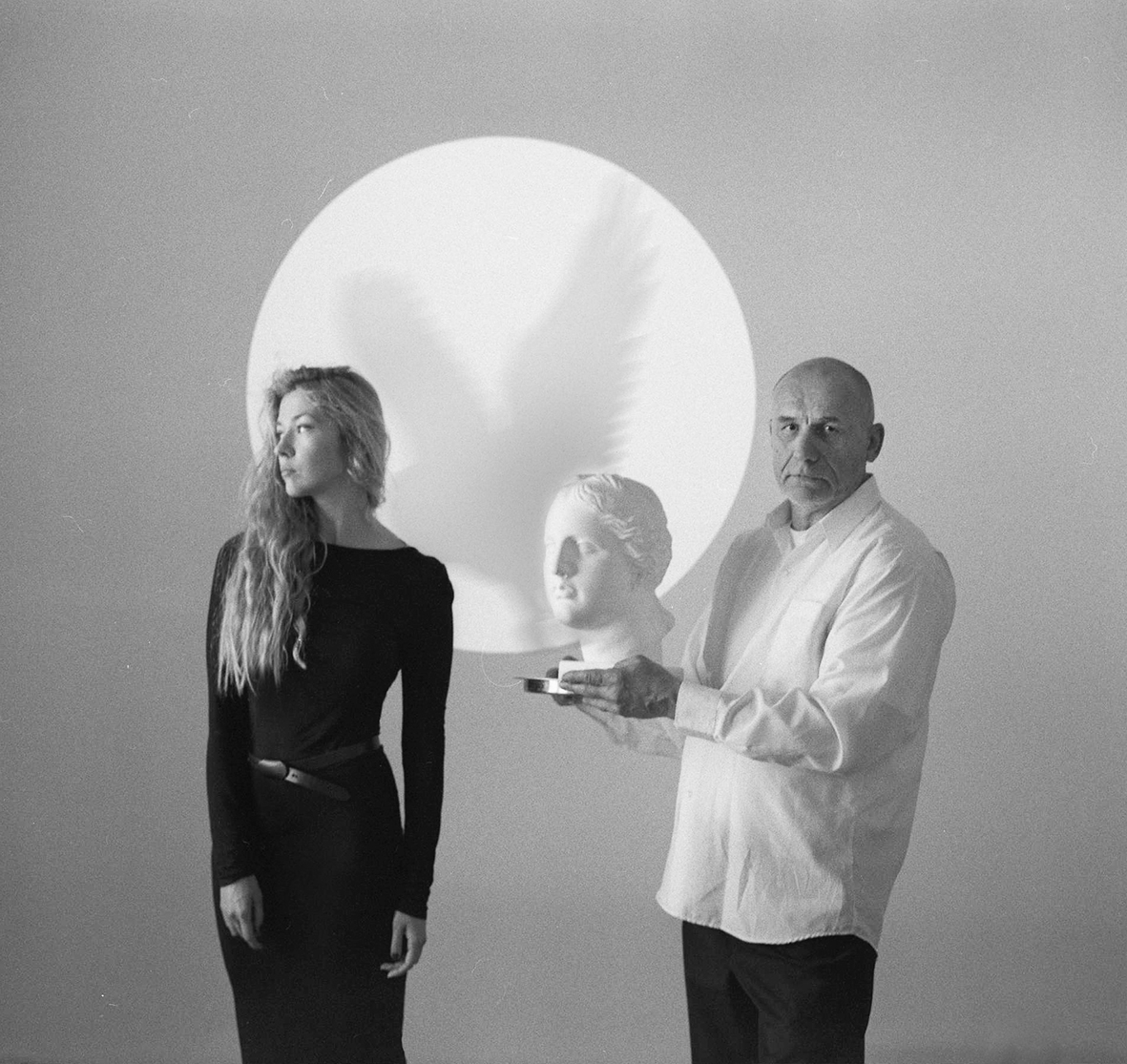
Татьяна Шерстюк и Виктор Скерсис для «Совы — не то, чем кажутся». Фотография Натальи Тазбаш

- Татьяна Шерстюк и Виктор Скерсис для «Совы — не то, чем кажутся». Фотография Натальи Тазбаш"Совы — не то, чем они кажутся" персональная выставка совместно с Виктором Скерсисом, Gallery 21, ЦСИ Винзавод, Москва, 2018[21][22][23][24][25][26]

Ника теряет голову на свидании со Снеговиком. Венера обменивается тенями с Аполлоном. И превращается в зайца, а тот — в утку… Эти сюжеты зарифмованы и складываются в стихотворение размером с галерею, рефреном разносятся по выставке художников двух поколений — легендарного Виктора Скерсиса из арт-группы «Гнездо» и молодой последовательницы «аналитического концептуализма» Татьяны Шерстюк. Поэма, написанная эффектными иллюзиями, называется «Совы не то, чем кажутся».
—  Мария Москвичева (журналист, историк, культуролог, арт-обозреватель МК, член Ассоциации искусствоведов (АИС)

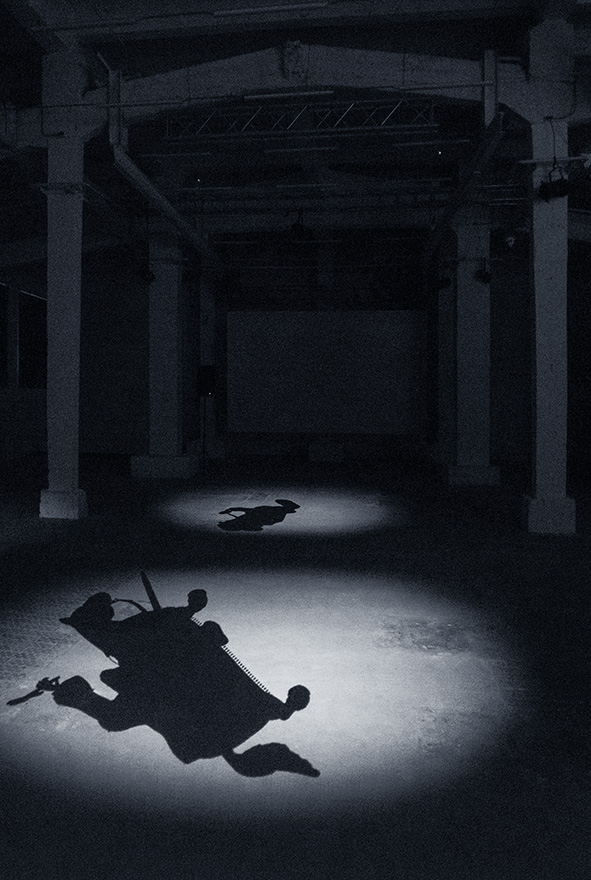
Hic Sunt Dracones (лат. «Здесь живут драконы») — персональная выставка, состоящая из тотальной аудио-визуальной инсталляции, ЦСИ ФАБРИКА, Москва

- Hic Sunt Dracones (лат. «Здесь живут драконы») — персональная выставка, состоящая из тотальной аудио-визуальной инсталляции, ЦСИ ФАБРИКА, Москва"Hic Sunt Dracones" (лат. «Здесь живут драконы») — персональная выставка, состоящая из тотальной аудио-визуальной инсталляции, Центр творческих индустрий «Фабрика», Москва[28]. Музыку к инсталляции написал современный композитор Алексей Сысоев, 2017[28][29][30][31]
- «Объедки», Центр творческих индустрий «Фабрика», Москва, 2013[32][33][34]

## Групповые выставки
2017
- «Институт очень современного искусства — фактически Бакштейн»[35], Московский музей современного искусства, Москва.
- «Одежда для стен», «Playtime», Gallery 21, ЦСИ Винзавод, Москва[36][37].
- «Деконструкция», InArt, Москва.
- «Новогоднее обращение президента» в соавторстве с Антоном Николаевым, «Мужская работа», ГЦСИ, Екатеринбург.

2015
- «Одежда для стен», «Человек играющий», Галерея Ground, Москва[38].

2014
- Q1=Q2, Молодёжная Международная Биеннале Современного Искусства, Гуслица арт-резиденция, Гуслица[39].
- «Leftovers», Imagio Mundi, Биеннале Современного Искусства в Дакаре, Дакар, Северная Африка[40]

2013
- «Новогоднее обращение президента», Музей архитектуры имени А. В. Щусева, специальный проект 5й Московской биеннале современного искусства, Москва.

2012
- «SothBus» Благотворительный аукцион, Дизайн-завод «Флакон», Москва[41].
- «We are Skiffs», Зверевский центр современного искусства, Москва[42].

2011
- «Лесу Лес», 4я Московская биеннале современного искусства, Москва[43].
- «кот в мешке», «Cat’s party» галерея ArtPlay, Москва.
- «Медиа-аквариум», «55/33» галерея ArtPlay, Москва[44].
- "Одежда для стен «„От противного“ ЦСИ Винзавод, Москва[45].
- „Express“, проект „No art“, ЦСИ Винзавод, Москва[46].

2010
- „Автономия“ — альтернативный фестиваль молодёжного искусства „Стой! Куда пошел?“, Москва.
- „самое“, Зверевский центр современного искусства, Москва.
- „Ну право!!!“, Восточная Галерея, Москва.
- „Личное“, „Objective“ KEC, Москва.
- „Ну право!!!“, проект „Свободы“, Москва.

2009
- „Happy Today“, Центральный дом художника, Москва.
- „Happy Today“, 3я Московская биеннале современного искусства, Красный Октябрь, Москва.

2004
- „Мокошь“, Государственная Третьяковская галерея, Москва.

2001
- „Номер“, Музей Юнеско, Москва.
- „Номер“, Центральный дом художника, Москва.
- „Номер“, галерея Агит-Плакат, Москва.
- „Номер“, „Столетие Русского Плаката“, Государственная Третьяковская галерея, Москва[47].

## Кураторские проекты
2016
- „Отражение“ совместно с Ксенией Подойницыной, Музейное объединение «Музей Москвы», Москва.

2014
- „Арт-марафон“ совместно с Галереей 21, ЦСИ Сокол, Москва.
- „Touch and Tap TV“ перформанс Боряны Росса, Государственная Галерея на Солянке, Москва.

2013
- „Uchronia“ — совместно с Неддой Аль-Мадани, Музей архитектуры имени А. В. Щусева, специальный проект 5й Московской биеннале современного искусства, Москва.

2010
- „autopsya“, альтернативный фестиваль молодёжного искусства „Стой! Куда пошел?“, Москва.
- „Plener“, Зверевский центр современного искусства, Москва.

## Авторские лекции
- Искусство в рекламе, фестиваль Red Apple, 2013
- Интеграция искусства и архитектуры, галерея „Пересветов переулок“[48] , 2018
- Как ходить на современное искусство с голыми руками», МФТИ, 2018[49]

## Галерея

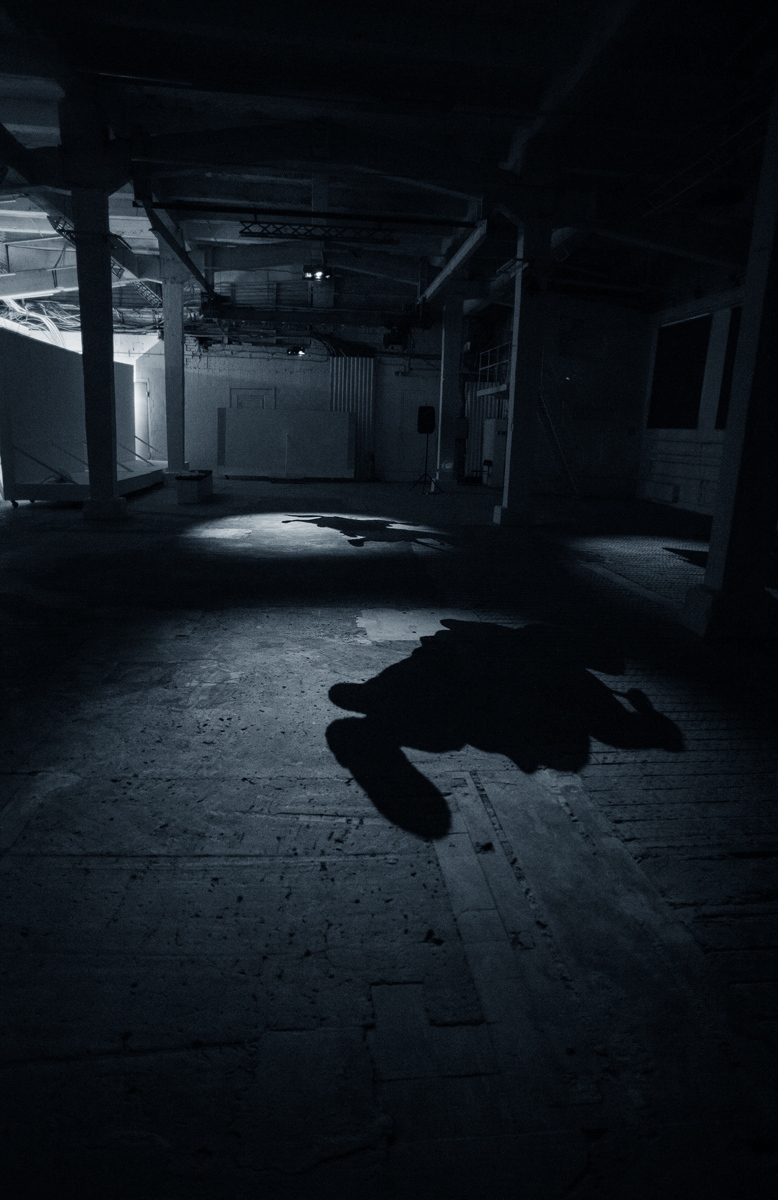
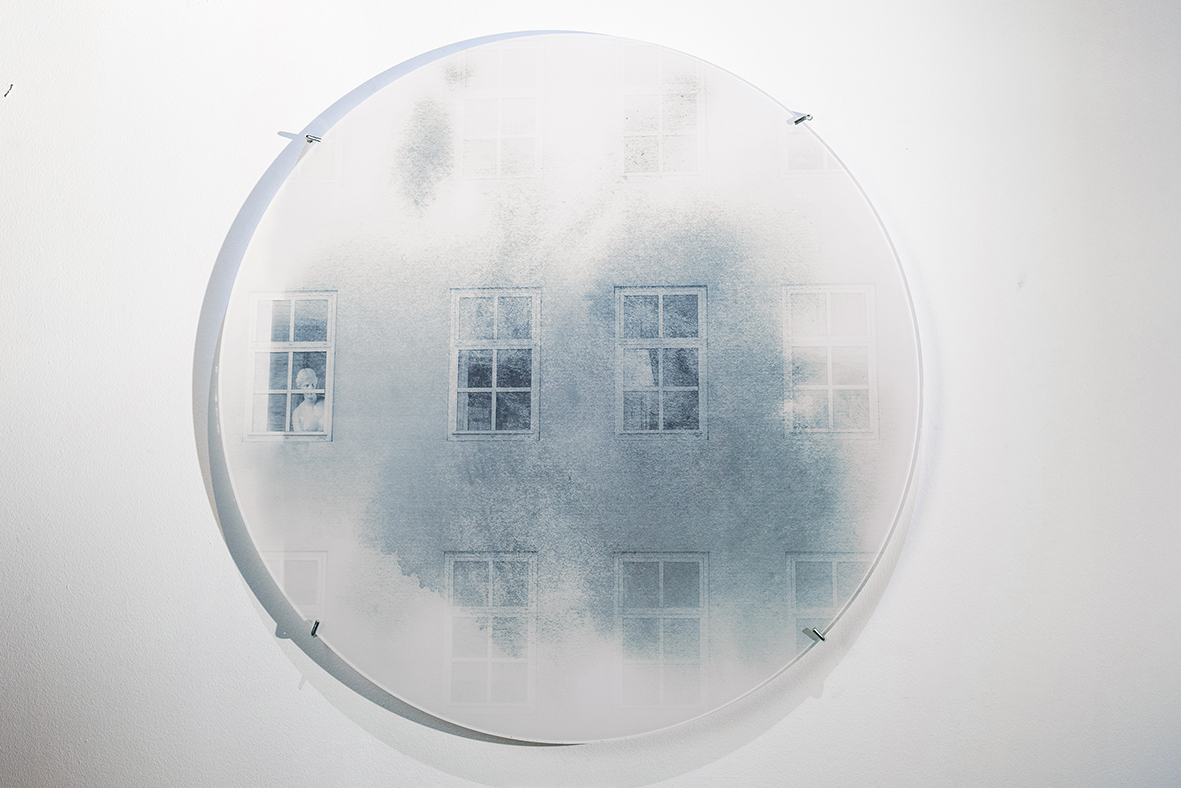